# Lemurosicyos
Lemurosicyos é um género botânico pertencente à família Cucurbitaceae.

## Espécies
- Lemurosicyos variegata (Cogn.) Keraudr.

1. ↑  «Lemurosicyos — World Flora Online». www.worldfloraonline.org. Consultado em 19 de agosto de 2020